# The Honorary Title
The Honorary Title est un groupe de rock indépendant provenant de Brooklyn à New York. Le groupe a sorti son premier album en 2004, Anything Else But the Truth, qui est ressorti avec cinq chansons additionnelles et deux vidéos bonus.
Le dernier album du groupe, Scream and Light Up the Sky, est sorti le 28 août 2007.

## Membres
- Jarrod Gorbel – chant principal, guitar
- Aaron Kamstra – basse, clavier, chant
- Jon Wiley – guitare, clavier (live), chant
- Adam Boyd – batterie, chant
- Mike Schey - guitare

## Discographie

### Albums
- 2004: Anything Else But the Truth
- 2007: Scream and Light Up the Sky

### EP
- 2003 : The Honorary Title
- 2007 : Untouched and Intact EP
- 2009 : Ten years older EP

### Compilations
- Doghouse 100 – "Snow Day"
- Paupers, Peasants, Princes & Kings: The Songs of Bob Dylan – "Simple Twist of Fate"
- The Road Mix: Music from the Television Series One Tree Hill, Volume 3 – "Stay Away"
- Take Action Volume 6 – "Untouched and Intact"
- True Crime Streets of NY (jeu vidéo) - "Bridge and Tunnel"